# Atelier de potier d'Herbignac
L'atelier de potier d'Herbignac est un site archéologique gallo-romain situé à Landieul, village d’Herbignac, dans le département français de la Loire-Atlantique. Il fait l’objet d’une inscription auprès des monuments historiques.

## Histoire
Herbignac constitue sans doute un centre de production de céramiques depuis l'époque gallo-romaine: de nombreux tessons de cette époque ont été retrouvés en différents lieux de la commune. À l'époque moderne, plusieurs ateliers étaient répartis sur l'ensemble du territoire, notamment dans les hameaux de Hoscas, en lisière du marais de Brière, et de Landieul, sur la route d'Avessac. Le XIXe siècle représente l'âge d'or de la poterie à Herbignac, avec quelque 60 fours à pots actifs. Herbignac diffusait alors ses poteries dans une vaste zone de Bretagne Sud, en complément des centres potiers de Saint-Jean-la-Poterie et de Malansac. 
À la fin du XIXe siècle, seul le centre de Landieul subsistait encore, fortement menacé par la concurrence des produits d'importation (grès de la Puisaye notamment). Dans l'entre-deux-guerres, une tentative de production de pièces plus modernes, plus artistiques, dans l'esprit des Seiz Breur, a été menée, sans suite. 
Le dernier potier de Landieul, Hippolyte Hervoche, est mort en 1945. Ses fours à pots ont été restaurés en octobre 2021 par son arrière-petite-fille, elle-même potière à Landieul.

## Localisation
L'atelier est situé sur la commune de Herbignac, dans le département de la Loire-Atlantique. Il date de la période gallo-romaine.

## Protection
Le monument est inscrit au titre des monuments historiques en 1986.